# J.League Division 1 2007
Die J.League Division 1 2007 war die fünfzehnte Spielzeit der höchsten Division der japanischen J.League und die neunte unter dem Namen Division 1. An ihr nahmen achtzehn Vereine teil. Die Saison begann am 3. März und endete am 1. Dezember 2007; zwischen dem 30. Juni und dem 1. August wurden aufgrund der Asienmeisterschaft 2007 keine Spiele ausgetragen.
Die Meisterschaft wurde von Kashima Antlers gewonnen, für das Team aus Ost-Kantō war es die insgesamt fünfte japanische Meisterschaft. Direkte Absteiger in die Division 2 2008 waren Ventforet Kofu und Vorjahresaufsteiger Yokohama FC. Sanfrecce Hiroshima spielte in der Relegation gegen den Dritten der J.League Division 2 2007 und scheiterte dort an Gegner Kyōto Sanga.

## Modus
Wie in der Vorsaison standen sich die Vereine im Rahmen eines Doppelrundenturniers zweimal, je einmal zuhause und einmal auswärts, gegenüber. Für einen Sieg gab es drei Punkte, bei einem Unentschieden erhielt jede Mannschaft einen Zähler. Die Abschlusstabelle wurde also nach den folgenden Kriterien erstellt:
1. Anzahl der erzielten Punkte
2. Tordifferenz
3. Erzielte Tore
4. Ergebnisse der Spiele untereinander
5. Entscheidungsspiel oder Münzwurf

Der Verein mit dem besten Ergebnis am Ende der Saison errang den japanischen Meistertitel und qualifizierte sich für die AFC Champions League 2008. Die beiden schlechtesten Mannschaften stiegen direkt in die J.League Division 2 2008 ab, der Drittletzte musste gegen das drittbeste Team der Division 2 in zwei Relegationsspielen um einen Platz in der Division 1 für die kommende Saison spielen. Bei Torgleichheit nach Ende dieser zwei Spiele kam die Auswärtstorregel zur Anwendung; sollte auch diese keine Entscheidung bringen, wurde eine Verlängerung sowie nötigenfalls ein Elfmeterschießen durchgeführt.

## Teilnehmer
Insgesamt nahmen achtzehn Mannschaften an der Spielzeit teil. Am Ende der Vorsaison verließen abermals drei Mannschaften die Spielklasse in Richtung Division 2; Kyōto Purple Sanga pflegte hierbei sein Image als Fahrstuhlmannschaft und stieg nach dem dritten Aufstieg im Vorjahr als Tabellenletzter prompt wieder ab. Begleitet wurde das Team aus der Kaiserstadt von Cerezo Osaka, die als Tabellenvorletzter nach vier Jahren Ligazugehörigkeit zum zweiten Mal aus der Division 1 abstiegen.
Avispa Fukuoka konnte sich am letzten Spieltag der Saison auf den sechzehnten Tabellenplatz und damit in die Relegation retten, scheiterte dort aber aufgrund der Auswärtstorregel an Vissel Kōbe und stieg wie Kyōto Purple Sanga direkt wieder aus der Division 1 ab. Umgekehrt feierte Vissel nach dem Abstieg aus der höchsten japanischen Fußballliga 2005 die direkte Rückkehr ins Oberhaus.
Als weitere Aufsteiger aus der Division 2 2006 komplettierten deren Meister Yokohama FC sowie der Zweitplatzierte Kashiwa Reysol das Teilnehmerfeld. Für Kashiwa sah es hierbei lange Zeit nach der dritten Relegationsteilnahme in Folge aus, ehe am letzten Spieltag doch noch der direkte Aufstiegsplatz und damit die sofortige Rückkehr ins Oberhaus erreicht werden konnte. Im Gegensatz dazu war das Team aus Yokohama, erst 1999 durch Fans der Yokohama Flügels als inoffizieller Nachfolger des in den F. Marinos aufgegangenen Vereins gegründet, ein waschechter Neuling.
| Verein               | Stadt/Region               |
| -------------------- | -------------------------- |
| Albirex Niigata      | Niigata und Seirō, Niigata |
| Gamba Osaka          | Suita, Osaka               |
| JEF United Ichihara  | Chiba, Chiba               |
| Júbilo Iwata         | Iwata, Shizuoka            |
| Kashima Antlers      | Kashima, Ibaraki           |
| Kashiwa Reysol       | Kashiwa, Chiba             |
| Kawasaki Frontale    | Kawasaki, Kanagawa         |
| Nagoya Grampus Eight | Nagoya, Aichi              |
| Ōita Trinita         | Ōita, Ōita                 |
| Ōmiya Ardija         | Saitama, Saitama           |
| Sanfrecce Hiroshima  | Hiroshima, Hiroshima       |
| Shimizu S-Pulse      | Shizuoka, Shizuoka         |
| FC Tokyo             | Tokio                      |
| Urawa Red Diamonds   | Saitama, Saitama           |
| Ventforet Kofu       | Kōfu, Yamanashi            |
| Vissel Kōbe          | Kōbe, Hyōgo                |
| Yokohama F. Marinos  | Yokohama, Kanagawa         |
| Yokohama FC          | Yokohama, Kanagawa         |

## Trainer
| Verein               | Cheftrainer                        |
| -------------------- | ---------------------------------- |
| Kashima Antlers      | Oswaldo de Oliveira                |
| Urawa Reds           | Holger Osieck                      |
| Omiya Ardija         | Robert Verbeek → Satoru Sakuma     |
| JEF United Chiba     | Amar Osim                          |
| Kashiwa Reysol       | Nobuhiro Ishizaki                  |
| FC Tokyo             | Hiromi Hara                        |
| Kawasaki Frontale    | Takashi Sekizuka                   |
| Yokohama F. Marinos  | Hiroshi Hayano                     |
| Yokohama FC          | Takuya Takagi → Júlio César Leal   |
| Ventforet Kofu       | Takeshi Ōki                        |
| Albirex Niigata      | Jun Suzuki                         |
| Shimizu S-Pulse      | Kenta Hasegawa                     |
| Júbilo Iwata         | Adílson Batista → Atsushi Uchiyama |
| Nagoya Grampus Eight | Sef Vergoossen                     |
| Gamba Osaka          | Akira Nishino                      |
| Vissel Kobe          | Hiroshi Matsuda                    |
| Sanfrecce Hiroshima  | Michael Petrović                   |
| Oita Trinita         | Péricles Chamusca                  |

## Spieler
| Verein               | Spieler |
| -------------------- | --- |
| Kashima Antlers      | Hideaki Ozawa (3/0), Atsuto Uchida (31/0), Daiki Iwamasa (33/6), Gō Ōiwa (20/0), Fabao (12/2), Tōru Araiba (30/1), Takuya Nozawa (29/5), Yūzō Tashiro (24/6), Masashi Motoyama (34/2), Danilo (26/0), Atsushi Yanagisawa (19/5), Chikashi Masuda (23/3), Takeshi Aoki (30/0), Masaki Chūgo (28/4), Shinzō Kōroki (22/6), Marquinhos (31/14), Hitoshi Sogahata (32/0), Naoya Ishigami (10/0), Yūji Funayama (8/1), Yasushi Endō (2/0), Kōhei Tanaka (1/0), Hiroyuki Ōmichi (1/0), Yūya Yoshizawa (2/0), Ryūta Sasaki (8/1), Mitsuo Ogasawara (14/4) |
| Urawa Reds           | Norihiro Yamagishi (1/0), Keisuke Tsuboi (31/0), Hajime Hosogai (8/0), Marcus Tulio Tanaka (26/3), Nene (12/2), Nobuhisa Yamada (29/0), Shinji Ono (25/3), Yūichirō Nagai (31/6), Ponte (33/7), Tatsuya Tanaka (18/9), Keita Suzuki (33/1), Tadaaki Hirakawa (19/0), Sergio Escudero (1/0), Takahito Sōma (13/0), Makoto Hasebe (31/1), Junki Koike (4/0), Hideki Uchidate (11/2), Satoshi Horinouchi (19/2), Washington (26/16), Yūki Abe (33/3), Ryōta Tsuzuki (33/0), Masayuki Okano (11/0) |
| Omiya Ardija         | Hiroki Aratani (17/0), Seiichirō Okuno (6/0), Leandro (28/1), Yasuhiro Hato (31/0), Daisuke Tomita (31/1), Yōsuke Kataoka (32/0), Naoya Saeki (17/0), Daigo Kobayashi (24/2), Kōta Yoshihara (26/5), Enilton (11/0), Chikara Fujimoto (31/2), Manabu Wakabayashi (13/3), Hiroshi Morita (21/2), Masato Saitō (26/1), Alison (2/0), Hayato Hashimoto (22/0), Takurō Nishimura (24/0), Kōji Ezumi (18/0), Terukazu Tanaka (10/0), Yūsuke Shimada (1/0), Salles (8/1), Takashi Hirano (3/1), Denis Marques (13/2), Naoto Sakurai (7/0), Yoshiyuki Kobayashi (33/3), Pedro Junior (6/0), Yūsuke Murayama (7/0) |
| JEF United Chiba     | Tomonori Tateishi (26/0), Daisuke Saitō (27/1), Hiroki Mizumoto (31/1), Stoyanov (9/1), Tōmi Shimomura (26/0), Yūto Satō (27/3), Kōki Mizuno (29/9), Teruaki Kurobe (11/0), Reinaldo (14/2), Tatsunori Arai (25/5), Mitsuki Ichihara (1/0), Shōhei Ikeda (13/0), Kōji Nakajima (27/0), Satoru Yamagishi (34/6), Seiichirō Maki (34/5), Atsushi Itō (7/0), Kōhei Kudō (33/4), Naotake Hanyū (29/6), Takashi Rakuyama (15/0), Kōzō Yūki (1/0), Kōta Aoki (19/3), Masahiro Okamoto (8/0), Kōki Yonekura (3/0), Park Jong-jin (10/0), Djordjevic (13/3) |
| Kashiwa Reysol       | Yūichi Mizutani (1/0), Ryō Kobayashi (9/0), Naoya Kondō (16/1), Alceu (28/1), Masahiro Koga (29/2), Hidekazu Ōtani (31/0), Marcio Araujo (5/0), Hideaki Kitajima (12/1), Franca (25/8), Yoshirō Abe (8/0), Yūzō Kobayashi (25/0), Yukihiko Satō (22/2), Minoru Suganuma (29/6), Shunta Nagai (18/0), Iwao Yamane (21/1), Tetsuya Ōkubo (2/0), Tadanari Lee (30/10), Yūta Minami (33/0), Tatsuya Suzuki (16/2), Yōhei Kurakawa (28/1), Tomonori Hirayama (8/0), Naoki Ishikawa (12/0), Tatsuya Yazawa (23/1), Kazunari Okayama (1/0), Doumbia (18/3), Tomoki Ikemoto (1/0), Keisuke Ōta (16/3) |
| FC Tokyo             | Yōichi Doi (14/0), Teruyuki Moniwa (17/0), Kōsuke Yatsuda (1/0), Yasuyuki Konno (33/5), Satoru Asari (16/0), Ryūji Fujiyama (32/0), Lucas (32/12), Wanchope (12/2), Sōta Hirayama (20/5), Yūta Baba (16/1), Norio Suzuki (30/5), Reiichi Ikegami (2/0), Jō Kanazawa (29/0), Naohiro Ishikawa (27/4), Masahiko Inoha (20/0), Nobuo Kawaguchi (14/0), Hitoshi Shiota (20/0), Yōhei Kajiyama (24/1), Shingo Akamine (15/4), Yūhei Tokunaga (33/0), Ryōichi Kurisawa (22/0), Kazunori Yoshimoto (1/0), Kōta Morimura (1/0), Rychely (16/1), Takashi Fukunishi (28/6) |
| Kawasaki Frontale    | Eiji Kawashima (34/0), Hiroki Itō (33/0), Hideki Sahara (13/0), Yūsuke Igawa (19/1), Yoshinobu Minowa (30/1), Takahiro Kawamura (15/0), Masaru Kurotsu (28/4), Francismar (4/0), Kazuki Ganaha (18/1), Juninho (31/22), Magnum (19/7), Shūhei Terada (29/1), Kengo Nakamura (30/4), Taku Harada (7/0), Chong Te-se (24/12), Masayuki Ochiai (9/0), Satoshi Hida (1/0), Yūsuke Mori (30/1), Yūji Yabu (5/1), Satoshi Kukino (11/1), Masahiro Ōhashi (17/4), Kazuhiro Murakami (22/4), Ken Tokura (2/0), Hiroyuki Taniguchi (31/2), Takahisa Nishiyama (3/0), Yūsuke Tasaka (1/0) |
| Yokohama F. Marinos  | Tetsuya Enomoto (33/0), Naoki Matsuda (8/1), Daisuke Nasu (18/0), Yoshiharu Ueno (6/1), Hayuma Tanaka (32/2), Marques (12/0), Takayuki Suzuki (3/0), Kōji Yamase (32/11), Daisuke Sakata (34/10), Takanobu Komiyama (25/0), Kenta Kanō (18/0), Hideo Ōshima (30/14), Takayuki Yoshida (22/3), Norihisa Shimizu (12/1), Takashi Inui (7/0), Mike Havenaar (15/0), Daijirō Takakuwa (1/0), Yūji Nakazawa (32/2), Yūsuke Tanaka (10/0), Yōsuke Saitō (11/0), Takashi Amano (3/0), Ariajasuru Hasegawa (2/0), Yūzō Kurihara (25/0), Hiroki Iikura (1/0), Yukihiro Yamase (30/4), Marcus (2/0), Ryūji Kawai (33/3), Kōta Mizunuma (3/0) |
| Yokohama FC          | Tomonobu Hayakawa (23/1), Oh Beom-seok (10/0), Takumi Wada (23/1), Ichiei Muroi (9/0), Motohiro Yamaguchi (20/0), Tomoyuki Yoshino (10/0), Adriano (3/0), Marcos Paulo (11/0), Tatsuhiko Kubo (8/1), Tomoya Uchida (23/1), Kazuyoshi Miura (24/3), Kunihiko Takizawa (31/0), Chong Yong-de (12/0), Daisuke Oku (16/1), Yōhei Sakai (2/0), Mitsunori Yabuta (11/0), Gilmar Silva (5/0), Tomoyoshi Ono (15/0), Hiroaki Namba (18/3), Jun Tamano (6/0), Takanori Sugeno (34/0), Yōichi Akiba (2/0), Kazuya Iwakura (5/0), Shingo Nejime (23/3), Kazuki Hiramoto (14/3), Kōsuke Ōta (17/0), Takanori Nakajima (20/0), Cho Young-cheol (9/0), Norio Omura (18/0), Takuya Yamada (19/1), Takahisa Nishiyama (10/0), Katatau (9/0), Atsuhiro Miura (9/0) |
| Ventforet Kofu       | Kensaku Abe (19/0), Michitaka Akimoto (27/3), Takuma Tsuda (6/0), Hideomi Yamamoto (29/0), Yūki Inoue (25/0), Katsuya Ishihara (34/5), Takehito Shigehara (26/6), Daisuke Sudō (23/4), Ken Fujita (32/2), Jun Uruno (22/0), Daiki Tamori (9/0), Radoncic (9/1), Tatsuya Masushima (25/4), Alberto (15/3), Tomoyoshi Tsurumi (2/0), Tarō Hasegawa (2/0), Toshiaki Haji (6/0), Yōsuke Ikehata (19/0), Kentarō Suzuki (2/0), Tatsuya Tsuruta (16/0), Shigeru Sakurai (1/0), Kōtarō Yamazaki (14/0), Yōhei Ōnishi (18/0), Kenta Suzuki (15/0), Kazunari Hosaka (6/3), Shōta Kimura (7/0), Kentarō Hayashi (24/1), Arata Sugiyama (23/0), Jun’ya Kuno (6/1), Josimar (2/0), Takahiro Kuniyoshi (1/0)                                                   |
| Albirex Niigata      | Takashi Kitano (34/0), Hikaru Mita (4/0), Kazuhiko Chiba (27/0), Mitsuru Chiyotanda (33/2), Mitsuru Nagata (22/0), Toshihiro Matsushita (25/0), Silvinho (22/1), Masaki Fukai (18/2), Edmilson (29/19), Kishō Yano (33/7), Masataka Sakamoto (34/2), Isao Homma (30/2), Yoshito Terakawa (18/0), Jun Uchida (30/2), Shingo Suzuki (17/0), Kazuhisa Kawahara (14/1), Atomu Tanaka (11/1), Hiroshi Nakano (7/0), Marcio Richardes (28/9), Naoto Matsuo (20/0) |
| Shimizu S-Pulse      | Arata Kodama (33/0), Takahiro Yamanishi (1/0), Kazumichi Takagi (34/0), Keisuke Iwashita (11/1), Kōta Sugiyama (11/0), Teruyoshi Itō (34/1), Takurō Yajima (26/7), Jungo Fujimoto (34/7), Mitsuhiro Toda (4/0), Akihiro Hyōdō (31/2), Jumpei Takaki (11/0), Takuma Edamura (28/3), Fernandinho (33/9), Cho Jae-jin (28/13), Kazuki Hara (1/0), Akinori Nishizawa (22/0), Yōhei Nishibe (33/0), Keisuke Ōta (2/0), Shinji Okazaki (21/5), Yasuhiro Hiraoka (3/0), Daisuke Ichikawa (33/4), Naoaki Aoyama (30/1), Kaito Yamamoto (1/0), Shun Nagasawa (1/0), Anderson (1/0) |
| Júbilo Iwata         | Yoshikatsu Kawaguchi (32/0), Hideto Suzuki (11/1), Takayuki Chano (18/2), Kentarō Ōi (26/1), Makoto Tanaka (23/1), Marquinhos Parana (28/2), Yoshiaki Ōta (32/4), Naoya Kikuchi (13/1), Henrique (13/0), Masashi Nakayama (15/1), Shō Naruoka (30/8), Norihiro Nishi (17/2), Shinji Murai (23/2), Ken’ichi Kaga (30/2), Takenori Hayashi (13/2), Yūsuke Inuzuka (22/1), Ryōichi Maeda (22/12), Yōhei Satō (2/0), Robert Cullen (26/7), Fabricio (25/2), Kōta Ueda (31/3), Keisuke Funatani (13/0), Kōsuke Yamamoto (3/0) |
| Nagoya Grampus Eight | Seigō Narazaki (29/0), Spilar (3/0), Masayuki Ōmori (31/0), Atsushi Yoneyama (21/0), Naoshi Nakamura (26/0), Kim Jung-woo (27/4), Johnsen (26/13), Toshiya Fujita (29/2), Keiji Tamada (14/5), Kei Yamaguchi (33/2), Keiji Yoshimura (17/0), Takahiro Masukawa (15/2), Yūki Maki (4/0), Keita Sugimoto (34/7), Ryō Kushino (6/0), Keisuke Honda (30/3), Yūsuke Sudō (4/0), Tomohiro Tsuda (17/2), Shōsuke Katayama (15/1), Keiji Watanabe (13/0), Yoshizumi Ogawa (11/2), Akira Takeuchi (13/0), Shōhei Abe (27/0), Maya Yoshida (19/0) |
| Gamba Osaka          | Naoki Matsuyo (6/0), Sōta Nakazawa (2/0), Tōru Irie (2/0), Noritada Saneyoshi (1/0), Sidiclei (33/2), Satoshi Yamaguchi (33/3), Yasuhito Endō (34/8), Akihiro Ienaga (27/2), Magno Alves (22/10), Takahiro Futagawa (34/7), Ryūji Bando (31/9), Michihiro Yasuda (29/0), Ryōta Aoki (4/0), Masafumi Maeda (5/1), Tomokazu Myōjin (33/2), Bare (31/20), Satoshi Nakayama (5/0), Shin’ichi Terada (21/2), Akira Kaji (28/1), Yōsuke Fujigaya (28/0), Hideo Hashimoto (34/3), Takumi Shimohira (3/0), Shū Kurata (6/0) |
| Vissel Kobe          | Tatsuya Enomoto (31/0), Teruaki Kobayashi (5/0), Shūsuke Tsubouchi (13/0), Kunie Kitamoto (33/2), Hiroyuki Kōmoto (27/2), Emerson Thome (9/0), Park Kang-jo (31/4), Keisuke Kurihara (26/3), Leandro (32/15), Botti (31/1), Hiroto Mogi (24/1), Yoshito Ōkubo (31/14), Tomoyuki Hirase (3/0), Toshihiko Uchiyama (19/0), Hiroki Kishida (5/0), Atsuhiro Miura (5/0), Hideo Tanaka (29/2), Yūsuke Kondō (31/6), Jun Marques Davidson (10/0), Masaki Yanagawa (2/0), Kim Tae-yeon (5/0), Yōsuke Ishibitsu (27/1), Gabriel (7/1), Kenta Tokushige (5/0), Akihiro Endō (3/0), Ryōta Doi (2/0), Tomoyuki Sakai (10/0), Seiji Koga (11/3) |
| Sanfrecce Hiroshima  | Takashi Shimoda (31/0), Stoyanov (13/0), Mitsuyuki Yoshihiro (3/0), Dabac (6/0), Yūichi Komano (34/2), Toshihiro Aoyama (28/0), Kōji Morisaki (32/2), Kazuyuki Morisaki (32/0), Ueslei (29/17), Hisato Satō (34/12), Kazuyuki Toda (31/2), Yōjirō Takahagi (3/0), Ri Han-jae (6/0), Kōta Hattori (34/2), Ryūichi Hirashige (20/0), Kōhei Morita (17/0), Shin’ichirō Kuwada (12/0), Kōichi Kidera (3/0), Katsumi Yusa (1/0), Issei Takayanagi (21/0), Yōsuke Kashiwagi (31/5), Tomoaki Makino (18/1) |
| Oita Trinita         | Shūsaku Nishikawa (11/0), Takashi Miki (19/1), Roberto (11/0), Yūki Fukaya (31/3), Junior Maranhao (11/0), Edmilson (16/1), Takashi Umeda (11/0), Teppei Nishiyama (19/1), Shōta Matsuhashi (24/2), Serginho (9/1), Augusto (11/2), Shingo Suzuki (15/3), Daiki Takamatsu (30/8), Masashi Miyazawa (6/0), Masato Morishige (20/1), Seigo Shimokawa (23/0), Yūichi Nemoto (20/0), Hiroshi Ichihara (1/0), Shunsuke Maeda (10/1), Daisuke Takahashi (29/10), Masaru Matsuhashi (7/1), Taikai Uemoto (29/0), Mū Kanazaki (18/2), Kōki Kotegawa (3/0), Platini (4/0), Masato Yamazaki (26/1), Yōhei Fukumoto (11/0), Tsukasa Umesaki (19/2), Yoshiaki Fujita (31/2)                                                                                   |

## Statistik

### Tabelle
| Pl.                    | Verein                    | Sp. | S  | U  | N  | Tore    | Diff. | Punkte |
| ---------------------- | ------------------------- | --- | -- | -- | -- | ------- | ----- | ------ |
| 1.                     | Kashima Antlers           | 34  | 22 | 6  | 6  | 060:360 | +24   | 72     |
| 2.                     | Urawa Red Diamonds        | 34  | 20 | 10 | 4  | 055:280 | +27   | 70     |
| 3.                     | Gamba Osaka               | 34  | 19 | 10 | 5  | 071:370 | +34   | 67     |
| 4.                     | Shimizu S-Pulse           | 34  | 18 | 7  | 9  | 053:360 | +17   | 61     |
| 5.                     | Kawasaki Frontale         | 34  | 14 | 12 | 8  | 066:480 | +18   | 54     |
| 6.                     | Albirex Niigata           | 34  | 15 | 6  | 13 | 048:470 | +1    | 51     |
| 7.                     | Yokohama F. Marinos       | 34  | 14 | 8  | 12 | 054:350 | +19   | 50     |
| 8.                     | Kashiwa Reysol            | 34  | 14 | 8  | 12 | 043:360 | +7    | 50     |
| 9.                     | Júbilo Iwata              | 34  | 15 | 4  | 15 | 054:550 | −1    | 49     |
| 10.                    | Vissel Kōbe               | 34  | 13 | 8  | 13 | 058:480 | +10   | 47     |
| 11.                    | Nagoya Grampus Eight      | 34  | 13 | 6  | 15 | 043:450 | −2    | 45     |
| 12.                    | FC Tokyo                  | 34  | 14 | 3  | 17 | 049:580 | −9    | 45     |
| 13.                    | JEF United Ichihara Chiba | 34  | 12 | 6  | 16 | 051:560 | −5    | 42     |
| 14.                    | Ōita Trinita              | 34  | 12 | 5  | 17 | 042:600 | −18   | 41     |
| 15.                    | Ōmiya Ardija              | 34  | 8  | 11 | 15 | 024:400 | −16   | 35     |
| 16.                    | Sanfrecce Hiroshima       | 34  | 8  | 8  | 18 | 044:710 | −27   | 32     |
| 17.                    | Ventforet Kofu            | 34  | 7  | 6  | 21 | 033:650 | −32   | 27     |
| 18.                    | Yokohama FC               | 34  | 4  | 4  | 26 | 019:660 | −47   | 16     |
| Stand: Ende der Saison |                           |     |    |    |    |         |       |        |

| Nach Ende der Saison: |
| Sangaccffcc Teilnahme an den Relegationsspielen gegen den Drittplatzierten der J.League Division 2 2007: Sanfrecce Hiroshima Absteiger in die J.League Division 2 2008: Ventforet Kofu, Yokohama FC |

### Relegation
In der Relegation um einen Platz in der J.League für die kommende Saison traf Sanfrecce Hiroshima als Tabellensechzehnter auf Vorjahresabsteiger Kyōto Sanga, Dritter der Division 2. Zum dritten Mal in Folge setzte sich hierbei der Zweitligist durch; nach einem knappen 2:1 im Hinspiel in Kyōto reichte Sanga ein torloses Unentschieden in Hiroshima, um den direkten Wiederaufstieg zu bewerkstelligen.

#### Hinspiel
| Paarung        | Kyōto Sanga – Sanfrecce Hiroshima                                             |
| Ergebnis       | 2:1 (2:0)                                                                     |
| Datum          | 5. Dezember 2007                                                              |
| Stadion        | Nishikyōgoku Stadium, Kyōto                                                   |
| Zuschauer      | 12.637                                                                        |
| Schiedsrichter | Masayoshi Okada                                                               |
| Tore           | 1:0 Yutaka Tahara (28.), 2:0 Yutaka Tahara (39.), 2:1 Ryūichi Hirashige (88.) |

#### Rückspiel
| Paarung        | Sanfrecce Hiroshima – Kyōto Sanga |
| Ergebnis       | 0:0                               |
| Datum          | 8. Dezember 2007                  |
| Stadion        | Hiroshima Big Arch, Hiroshima     |
| Zuschauer      | 23.162                            |
| Schiedsrichter | Yūichi Nishimura                  |
| Tore           | keine                             |